# NCIS (13.ª temporada)

A décima terceira temporada de NCIS começou em 22 de setembro de 2015 e terminou em 17 de maio de 2016.

## Elenco
|  | Principal |  | Recorrente |

| Personagem             | Ator/atriz        | Cargo                                                      | Cargo |
| ---------------------- | ----------------- | ---------------------------------------------------------- | ----- |
| Leroy Jethro Gibbs     | Mark Harmon       | Agente Especial Supervisor                                 |       |
| Tony DiNozzo           | Michael Weatherly | Agente Especial Sênior                                     |       |
| Timothy McGee          | Sean Murray       | Agente Especial                                            |       |
| Eleanor "Ellie" Bishop | Emily Wickersham  | Agente Especial                                            |       |
| Abby Sciuto            | Pauley Perrette   | Especialista Forense                                       |       |
| Leon Vance             | Rocky Carroll     | Diretor do NCIS                                            |       |
| Donald "Ducky" Mallard | David McCallum    | Médico Legista Chefe                                       |       |
| Jimmy Palmer           | Brian Dietzen     | Legista Assistente                                         |       |
| Delilah Fielding       | Margo Harshman    | Analista do Departamento de Defesa e namorada de Tim McGee |       |
| Jake Malloy            | Jamie Bamber      | Advogado da NSA e marido de Ellie Bishop                   |       |
| Dr. Cyril Taft         | Jon Cryer         | Médico e Cirurgião da Marinha                              |       |
| Dra. Jeanne Benoit     | Scottie Thompson  | Ex-namorada de Tony DiNozzo                                |       |
| Dra. Grace Confalone   | Laura San Giacomo | Psicóloga de Gibbs                                         |       |

## Episódios
A temporada abordou as mudanças psicológicas de Gibbs após sua traumática experiência de quase morte, depois de ser baleado no final da temporada anterior.
A temporada também marcou a despedida do personagem Tony DiNozzo, em vista da saída previamente anunciada do ator Michael Weatherly do elenco. De acordo com o showrunner Gary Glasberg, os três episódios finais da temporada que resultariam na saída de DiNozzo da equipe seriam uma verdadeira "montanha russa emocional".
A temporada também marcou a morte de dois importantes personagens da série: Ziva David (fora de cena) e Trent Kort.
Ainda na 13ª temporada houve a exibição do episódio nº 300 de NCIS ("Scope").
| Seq. | Episódios | Título                 | Direção             | Escrito por                            | Data de exibição        | Audiência EUA (em milhões) |
| --- | --------- | ---------------------- | ------------------- | -------------------------------------- | ----------------------- | -------------------------- |
| 283 | 1         | "Stop the Bleeding"    | Tony Wharmby        | Gary Glasberg & Scott Williams         | 22 de setembro de 2015  | 18.19                      |
| Após haver sido baleado pelo garoto Luke Harris (Daniel Zolghadri), Gibbs luta por sua vida enquanto é submetido a uma cirurgia de emergência a bordo do USS Daniel Webster. Tony e Joanna Teague seguem a trilha do Chamado em Xangai. Personagens recorrentes: Jon Cryer como Dr. Cyril Taft e Muse Watson como Mike Franks. |           |                        |                     |                                        |                         |                            |
| 284 | 2         | "Personal Day"         | Terrence O'Hara     | Gina Lucita Monreal                    | 29 de setembro de 2015  | 16.53                      |
| A equipe presta auxílio a um Agente da DEA numa investigação envolvendo um traficante de drogas. Tony descobre que o caso tem ligações com o passado de Gibbs. |           |                        |                     |                                        |                         |                            |
| 285 | 3         | "Incognito"            | James Withmore, Jr. | George Schenck & Frank Cardea          | 6 de outubro de 2015    | 16.87                      |
| McGee e Bishop se disfarçam como um casal para investigar a morte de um Fuzileiro. Tony procura informações sobre um antepassado britânico e Bishop se esforça para salvar seu casamento. |           |                        |                     |                                        |                         |                            |
| 286 | 4         | "Double Trouble"       | Dennis Smith        | Christopher J. Waild                   | 13 de outubro de 2015   | 16.04                      |
| O Diretor Vance volta ao trabalho de campo quando um assassinato é ligado a um ex-Agente do NCIS demitido por ele anos antes por roubar evidências. Personagem recorrente: Leslie Hope como SecNav Sarah Porter |           |                        |                     |                                        |                         |                            |
| 287 | 5         | "Lockdown"             | Bethany Rooney      | Steven D. Binder                       | 20 de outubro de 2015   | 17.21                      |
| Ao visitar um laboratório farmacêutico, Abby é feita refém, junto com todas as pessoas do prédio, por um grupo de homens armados. |           |                        |                     |                                        |                         |                            |
| 288 | 6         | "Viral"                | Rocky Carroll       | Jennifer Corbett                       | 27 de outubro de 2015   | 16.81                      |
| O assassinato de um suboficial da Marinha coincide com o Modus Operandi de um criminoso local. Cabe à equipe determinar se o assassino voltou a atacar ou se há um imitador. Bishop desespera-se ao saber que Jake pode ter sido vítima de um atentado terrorista. Personagens recorrentes: Margo Harshman como Delilah Fielding e Jamie Bamber como Jake Malloy |           |                        |                     |                                        |                         |                            |
| 289 | 7         | "16 Years"             | Mark Horowitz       | Brendan Fehily                         | 3 de novembro de 2015   | 17.97                      |
| A investigação do NCIS sobre a morte de um Tenente aposentado obriga Ducky a admitir sua participação em uma sociedade secreta que investiga crimes antigos ("cold cases"). |           |                        |                     |                                        |                         |                            |
| 290 | 8         | "Saviors"              | Tony Wharmby        | Scott Williams                         | 10 de novembro de 2015  | 16.68                      |
| Quando insurgentes do Sudão do Sul atacam um grupo de médicos voluntários, DiNozzo reencontra uma grande paixão de seu passado. Gibbs sofre uma recaída e necessita de cuidados médicos. Personagens recorrentes: Jon Cryer como Dr. Cyril Taft, Joel Gretsch como Agente do NCIS Stan Burley e Scottie Thompson como Dra. Jeanne Benoit-Woods |           |                        |                     |                                        |                         |                            |
| 291 | 9         | "Day In Court"         | Dennis Smith        | George Schenck & Frank Cardea          | 17 de novembro de 2015  | 16.59                      |
| Um sub-oficial concorda em ser julgado pela Corte Marcial se o NCIS investigar seu caso de homicídio. Personagens recorrentes: Jamie Bamber como Jake Malloy e Salli Richardson-Whitfield como Carrie Clark |           |                        |                     |                                        |                         |                            |
| 292 | 10        | "Blood Brothers"       | Arvin Brown         | Jennifer Corbett                       | 24 de novembro de 2015  | 16.19                      |
| O NCIS e o FBI tentam localizar o único possível doador de medula para um marinheiro com leucemia. Bishop viaja para Oklahoma para passar o Dia de Ação de Graças com seus pais, após descobrir a infidelidade de Jake. Personagem recorrente: Joe Spano como Agente do FBI Tobias Fornell Participação especial: Lindsay Wagner |           |                        |                     |                                        |                         |                            |
| 293 | 11        | "Spinning Wheel"       | Terrence O'Hara     | Steven D. Binder                       | 15 de dezembro de 2015  | 15.53                      |
| Ducky é atacado por um homem que alega ter informações sobre o paradeiro de seu meio-irmão, desaparecido há décadas. Personagem recorrente: Jamie Bamber como Jake Malloy |           |                        |                     |                                        |                         |                            |
| 294 | 12        | "Sister City (Part 1)" | Leslie Wibmam       | Christopher J. Waild                   | 5 de janeiro de 2016    | 18.97                      |
| As equipes de Washington e de Nova Orleans investigam as mortes de todos os ocupantes de um voo particular. As suspeitas recaem sobre Luca Sciuto (Tyler Ritter), irmão mais novo de Abby. Observação: Crossover com a série spin-off NCIS: New Orleans. |           |                        |                     |                                        |                         |                            |
| 295 | 13        | "Déjà Vu"              | Rocky Carroll       | Matthew R. Jarrett & Scott J. Jarrett  | 19 de janeiro de 2016   | 17.51                      |
| A investigação sobre a morte de uma marinheira leva o NCIS a descobrir o ressurgimento de uma rede de tráfico humano, anteriormente desarticulada numa operação do FBI e da NSA da qual Bishop participara. McGee procura passar a noite na casa de algum colega durante uma forte onda de frio na cidade. |           |                        |                     |                                        |                         |                            |
| 296 | 14        | "Decompressed"         | Thomas J. Wright    | Brendan Fehily                         | 9 de fevereiro de 2016  | 16.94                      |
| A equipe conduz uma investigação nada convencional quando um mergulhador de profundidade morre e seu corpo deve permanecer por dias em uma câmara de descompressão, junto com os demais mergulhadores, um dos quais pode ser o assassino. |           |                        |                     |                                        |                         |                            |
| 297 | 15        | "React"                | Bethany Rooney      | Jennifer Corbett                       | 16 de fevereiro de 2016 | 17.34                      |
| O NCIS e o FBI investigam o sequestro da filha da Secretária da Marinha. Uma amiga de infância de McGee é designada para treinar a equipe em técnicas avançadas de investigação. Personagem recorrente: Leslie Hope como SecNav Sarah Porter Participação especial: Christina Chang |           |                        |                     |                                        |                         |                            |
| 298 | 16        | "Loose Cannons"        | Alrick Riley        | Scott Williams                         | 23 de fevereiro de 2016 | 17.47                      |
| Uma investigação de roubo de armas em uma base da Marinha tem a colaboração do Dr. Cyril Taft após este descobrir uma evidência chave. O caso reabre velhas feridas de Tony e Jeanne. Personagens recorrentes: Jon Cryer como Cyril Taft, Scottie Thompson como Dra. Jeanne Benoit-Woods e Laura San Giacomo como Dra. Grace Confalone Primeira aparição de: Grace Confalone |           |                        |                     |                                        |                         |                            |
| 299 | 17        | "After Hours"          | Terrence O'Hara     | Cindi Hemingway                        | 1 de março de 2016      | 15.44                      |
| Os membros da equipe são obrigados a mudar de planos após cada um deles descobrir erros em um caso aparentemente fechado. Personagem recorrente: Margo Harshman como Delilah Fielding |           |                        |                     |                                        |                         |                            |
| 300 | 18        | "Scope"                | Tony Wharmby        | Gary Glasberg & Gina Lucita Monreal    | 15 de março de 2016     | 15.10                      |
| Após um casal de americanos ser morto no Iraque, a equipe descobre que a arma usada havia sido roubada após uma emboscada contra fuzileiros. Para solucionar o caso, Gibbs tenta conectar-se ao único sobrevivente do ataque, um sniper da Marinha. Personagem recorrente: Laura San Giacomo como Dra. Grace Confalone Participação especial: Taye Diggs |           |                        |                     |                                        |                         |                            |
| 301 | 19        | "Reasonable Doubts"    | Thomas J. Wright    | George Schenck & Frank Cardea          | 22 de março de 2016     | 15.90                      |
| Um jornalista da Marinha é encontrado morto, e a esposa e a amante da vítima acusam-se mutuamente pelo crime. DiNozzo Sr. acolhe uma jovem sem-teto que alega ser sua filha. Personagem recorrente: Robert Wagner como Anthony DiNozzo Sr. |           |                        |                     |                                        |                         |                            |
| 302 | 20        | "Charade"              | Edward Ornelas      | Brendan Fehili                         | 5 de abril de 2016      | 15.67                      |
| Depois que a identidade de DiNozzo é roubada, um Senador o acusa de estar chantageando-o. A equipe descobre que o mesmo está acontecendo com dois outros senadores. |           |                        |                     |                                        |                         |                            |
| 303 | 21        | "Return to Sender"     | Leslie Libman       | Christopher J. Waild                   | 19 de abril de 2016     | 14.80                      |
| A equipe trabalha com Tobias Fornell para encontrar dois prisioneiros fugitivos, um dos quais era um ex-espião do MI6 britânico. McGee e Bishop tentam descobrir como DiNozzo conseguiu comprar seu luxuoso apartamento. Personagens recorrentes: Joe Spano como Agente do FBI Tobias Fornell e Alan Dale como Tom Morrow |           |                        |                     |                                        |                         |                            |
| 304 | 22        | "Homefront"            | Dennis Smith        | Gina Lucita Monreal & Jennifer Corbett | 3 de maio de 2016       | 14.86                      |
| Enquanto Tony procura por Jacob Scott na Rússia, Vance e Fornell vão a Londres para encontrar uma Agente aposentada do MI6. A equipe investiga a invasão da casa de um Fuzileiro rechaçada por seu filho adolescente, e Gibbs suspeita que o garoto não está dizendo toda a verdade. O episódio termina num cliffhanger com Fornell sendo gravemente ferido. Nota: A então Primeira Dama dos EUA, Michele Obama, participa do episódio, interpretando a si própria. Personagem recorrente: Joe Spano como Agente do FBI Tobias Fornell |           |                        |                     |                                        |                         |                            |
| 305 | 23        | "Dead Letter"          | James Withmore Jr.  | Steven D. Binder                       | 10 de maio de 2016      | 16.04                      |
| Com Fornell em estado crítico, Gibbs e sua equipe tem o auxílio de agentes do FBI e do MI6 na caçada ao ex-espião Jacob Scott. Porém Scott se entrega e alega inocência, dizendo que a única pessoa capaz de prová-la é a ex-agente do Mossad e do NCIS Ziva David. Personagens recorrentes: David Dayan Fisher como Trent Kort, Duane Henry como Agente do MI6 Clayton Reeves e Sarah Clarke como Agente do FBI Tess Monroe Primeira aparição de: Clayton Reeves |           |                        |                     |                                        |                         |                            |
| 306 | 24        | "Family First"         | Tony Wharmby        | Gary Glasberg & Scott Williams         | 17 de maio de 2016      | 18.01                      |
| O Mossad comunica ao NCIS que uma explosão criminosa na antiga fazenda de Eli David deixou uma vítima fatal: Ziva. Tony fica transtornado com a notícia, mas tudo muda quando Orli Elbaz lhe traz uma sobrevivente do ataque, uma menina de dois anos de nome Tali, gerada no último dia de Tony e Ziva juntos em Israel. Encerrada a caçada ao assassino, Tony decide deixar o NCIS para criar sua filha em paz e longe de perigos, como Ziva gostaria. Após despedir-se de Gibbs e dos colegas de equipe, Tony parte com Tali para Paris. Esse episódio marca a saída do ator Michael Weatherly que interpretava o Agente Especial Sênior Anthony "Tony" Dinozzo, personagem introduzido na primeira temporada. Personagens recorrentes: Robert Wagner como Anthony DiNozzo Sr., David Dayan Fisher como Trent Kort, Duane Henry como Agente do MI6 Clayton Reeves, Sarah Clarke como Agente do FBI Tess Monroe, Marina Sirtis como Diretora do Mossad Orli Elbaz, Laura San Giacomo como Dra. Grace Confalone, Juliette Angelo como Emily Fornell e Joe Spano como Agente do FBI Tobias Fornell Personagem recorrente (em flashbacks): Cote de Pablo como Ziva David |           |                        |                     |                                        |                         |                            |